# Portugal en los Juegos Olímpicos de Lillehammer 1994
Portugal estuvo representado en los Juegos Olímpicos de Lillehammer 1994 por un deportista que compitió en esquí alpino.  
El portador de la bandera en la ceremonia de apertura fue el esquiador Jorge Mendes. El equipo olímpico portugués no obtuvo ninguna medalla en estos Juegos.